# Bombardeo de área

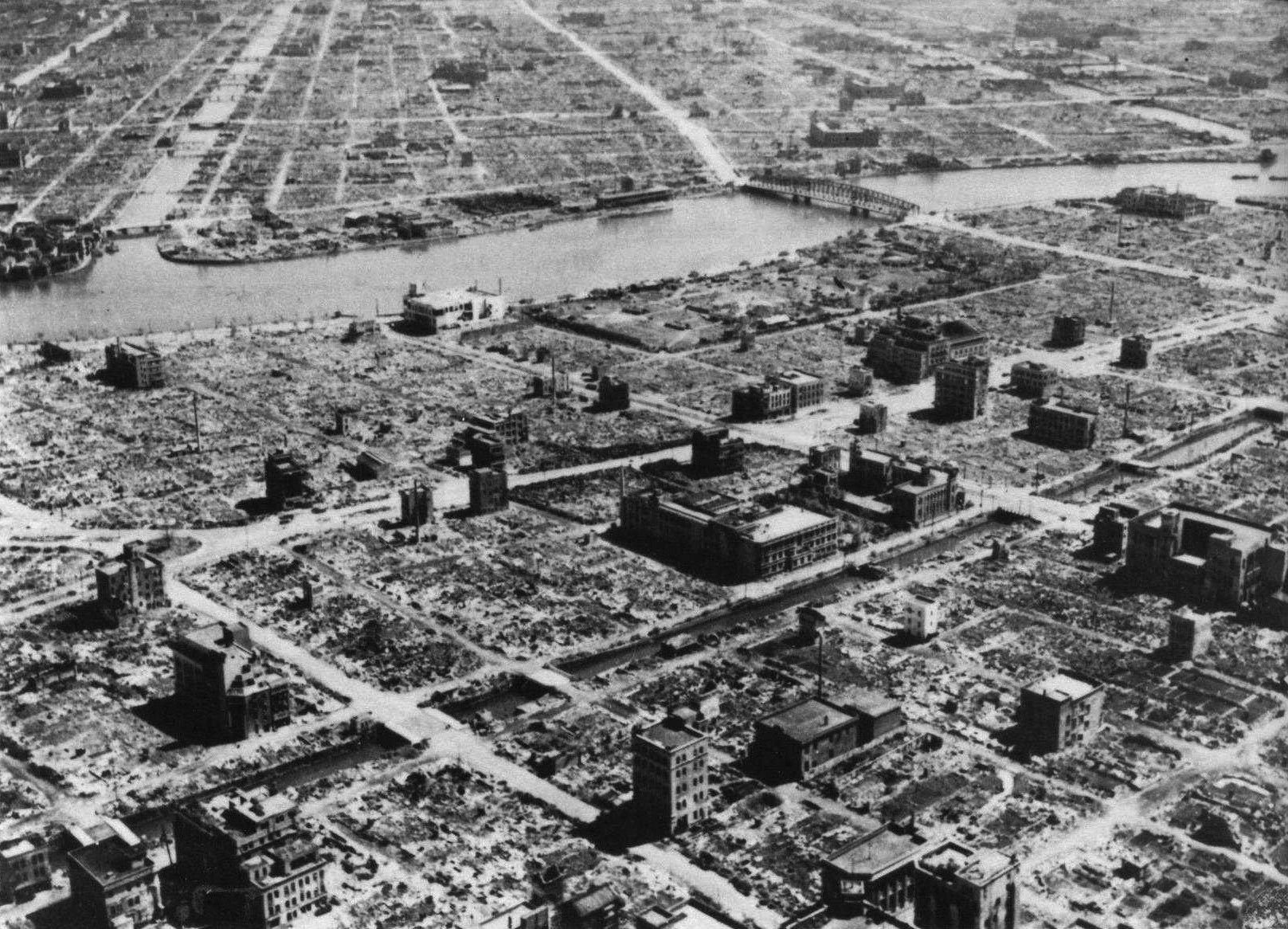
Esta sección residencial de Tokio fue prácticamente destruida después de una incursión masiva de bombas incendiarias por parte de B-29 de las Fuerzas Aéreas del Ejército de EE. UU. del 9 al 10 de marzo de 1945, la incursión más destructiva en la historia de la aviación militar. El bombardeo de Tokio en la Segunda Guerra Mundial redujo la productividad industrial de la ciudad a la mitad.

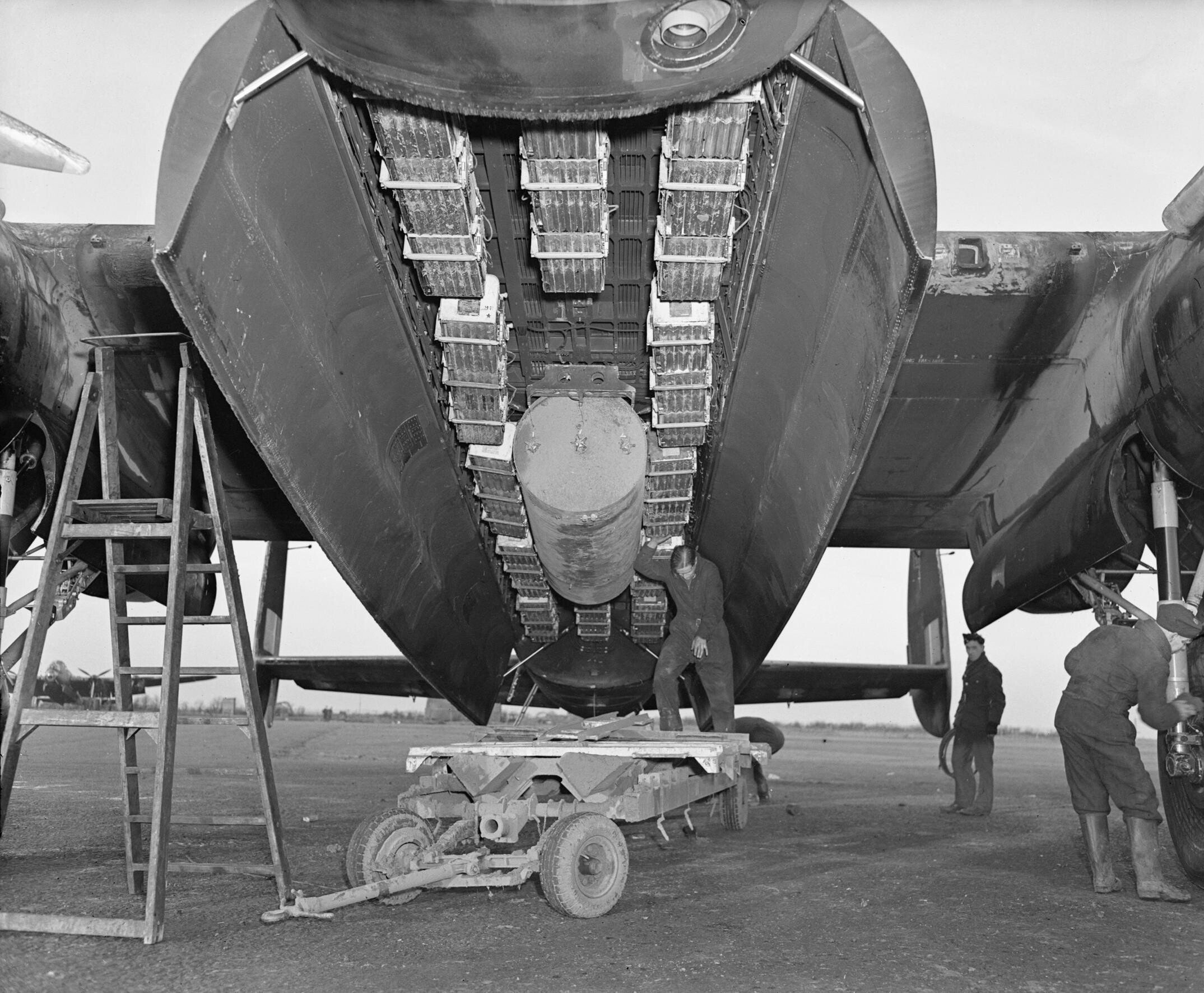
Carga de bombardeo de área británico "habitual" con bombas de 4000 libras y 12 SBC que contienen 2.832 bombas incendiarias de 4 lb, vistas en un Avro Lancaster, Segunda Guerra Mundial

En la aviación militar, el bombardeo de área es un tipo de bombardeo aéreo en el que las bombas se dejan caer sobre el área general de un objetivo. El término "bombardeo de área" adquirió importancia durante la Segunda Guerra Mundial.
El bombardeo de área es una forma de bombardeo estratégico. Puede servir para varios propósitos entrelazados: interrumpir la producción de material militar, interrumpir las líneas de comunicación, desviar los recursos industriales y militares del enemigo del campo de batalla principal para la defensa aérea y la reparación de infraestructura, y desmoralizar a la población del enemigo (bombardeo terrorista).
El "Bombardeo de alfombra", también conocido como "bombardeo de saturación" y "bombardeo de obliteración", se refiere a un tipo de bombardeo de área que tiene como objetivo lograr la destrucción completa del área objetivo mediante la explosión de bombas en cada parte de ella. 
El bombardeo de área se contrasta con el bombardeo de precisión. Este último está dirigido a un objetivo seleccionado, no necesariamente un objetivo pequeño y no necesariamente táctico, ya que podría ser un campo de aviación o una fábrica – y no tiene la intención de infligir un daño generalizado. 